# Viața lumii (album)
 Viața lumii este un album al interpretului român Tudor Gheorghe.

## Detalii ale albumului
- Gen: Folk
- Style: Early, Folk
- Limba: Româna
- Format: Vinyl, LP, Album, Mono
- Înregistrat: Studio
- Durata album:
- Casa de discuri: Electrecord
- Catalog #: EDE 0836
- Data lansării album: 1973

## Lista pieselor
- 01 - A1 - Reîntoarcerea, rondelul trecutului (Alexandru Macedonski) [5:30]
- 02 - A2 - La groapa lui Lae (Octavian Goga) [3:37]
- 03 - A3 - Cântec (George Coșbuc) [3:00]
- 04 - A4 - Albatrosul ucis (Nicolae Labiș) [3:14]
- 05 - A5 - Într-o grădină (Ienăchiță Văcărescu) [2:01]
- 06 - A6 - Călătorul  (Vasile Alecsandri) [4:08]

- 07 - B1 - Lucsandra (Alecu Văcărescu) [2:24]
- 08 - B2 - De-abia plecaseși (Tudor Arghezi) [3:07]
- 09 - B3 - Mi-e dor (Ion Bănuță) [2:47]
- 10 - B4 - Risipei se deda florarul (Lucian Blaga) [2:39]
- 11 - B5 - Vine vremea... (Romulus Vulpescu) [3:13]
- 12 - B6 - Amintirea paradisului (Cezar Ivănescu)[3:06]
- 13 - B7 - Zbor curat (Ioan Alexandru) [2:40]
- 14 - B8 - Viața lumii (Miron Costin) [2:18]

- Compus si adaptat (Chitara, Vocal): Tudor Gheorghe
- Note: Romulus Vulcanescu
- Coperti: Emil Chendea